# Hilaire Rouelle
Hilaire Marin Rouelle (15 februari 1718, Mathieu – 7 april 1779, Parijs) was een Frans scheikundige die bekendstaat als de ontdekker van de organische stof ureum in 1773 (hoewel Herman Boerhaave de stof onder de naam sal nativus urinae al in 1727 beschreef). Hij staat wel bekend als "le cadet" (de jongere), ter onderscheiding van zijn broer Guillaume-François Rouelle (eveneens een scheikundige).